# 林德韦德尔
林德韦德尔是德国下萨克森州的一个市镇。总面积16.57平方公里，总人口2605人，其中男性1306人，女性1299人（2011年12月31日），人口密度157人/平方公里。